# Erythrus lineatus
Erythrus lineatus là một loài bọ cánh cứng trong họ Cerambycidae.